# Paradoxostoma abbreviata
Paradoxostoma abbreviata is een mosselkreeftjessoort uit de familie van de Paradoxostomatidae. De wetenschappelijke naam van de soort is voor het eerst geldig gepubliceerd in 1866 door Sars.